# كاسبر نيلسن
كاسبر نيلسن (بالدنماركية: Kasper Nielsen) مواليد 9 يونيو 1975 في هيليرود، هو لاعب كرة يد دانمركي. يلعب حاليا مع أجاكس هيروز. مثل منتخب الدنمارك لكرة اليد. شارك في دورة الألعاب الأولمبية الصيفية سنة 2008. حقق المركز الأول في بطولة أوروبا لكرة اليد للرجال 2008.

## المسيرة الاحترافية
لعب مع جوج في الدوري الدنماركي من سنة 1997 إلى 2001، ثم لعب مع فلنسبورغ هاندفيت في الدوري الألماني في موسم 2001-2002، ثم لعب مع جوج في الدوري الدنماركي من سنة 2002 إلى 2005، ثم لعب مع فلنسبورغ هاندفيت في الدوري الألماني من سنة 2005 إلى 2008، ثم انضم إلى جوج في الدوري الدنماركي من سنة 2008 إلى 2010، ثم لعب مع لمغو في الدوري الألماني في سنة 2015، ثم انضم إلى أجاكس هيروز في الدوري الدنماركي في سنة 2016.

## الميداليات
| الميدالية | المسابقة                           |
| --------- | ---------------------------------- |
| فضية      | بطولة العالم لكرة اليد للرجال 2013 |
| ذهبية     | بطولة أوروبا لكرة اليد للرجال 2008 |
| ذهبية     | بطولة أوروبا لكرة اليد للرجال 2012 |

## روابط خارجية
- كاسبر نيلسن على موقع الاتحاد الأوروبي لكرة اليد (الإنجليزية)
- كاسبر نيلسن على موقع أوليمبيديا (الإنجليزية)